# Jean-Yves Cottard
Pour les articles homonymes, voir Cottard.
Jean-Yves Cottard est un prêtre catholique membre de la Fraternité sacerdotale Saint-Pie X. Responsable d'un camp marin, il est condamné à quatre ans de prison dont dix-huit mois ferme pour « homicides et blessures involontaires », ainsi que pour manquement délibéré à une obligation de sécurité ou de prudence après la noyade de quatre scouts et d'un plaisancier qui avait tenté de les secourir le 22 juillet 1998 au large de Perros-Guirec.

## Biographie
Jean-Yves Cottard est ordonné prêtre en 1973 par Marcel Lefebvre fondateur de la Fraternité sacerdotale Saint-Pie X (FSSPX).

### Accident de juillet 1998
Un raid marin, au large de Perros-Guirec en Bretagne, est organisé par Jean-Yves Cottard en juillet 1998 avec l'Association française des scouts et guides catholiques. Parmi les quatre caravelles qui prennent la mer, deux contenaient huit équipiers, deux autres sept, alors que la réglementation limite le nombre maximum à bord à six personnes,.
Le 22 juillet 1998, sept enfants âgés de douze à seize ans, prennent la mer sur un des bateaux alors que la météo s’annonce mauvaise, sans adulte pour les aider. Vers 13 heures, un premier chavirage survient, ils réussissent à redresser le dériveur. Ils ne savent pas manœuvrer la voilure, la caravelle est emportée au large par les courants. Le bateau devait rejoindre le port vers 15 heures, mais Jean-Yves Cottard prévient les secours, sept heures plus tard, uniquement vers 22 heures. Quatre scouts et un plaisancier qui les a secourus sont morts noyés.

### Procès
Jean-Yves Cottard est jugé à trois reprises entre 1999 et 2002, pour « homicides et blessures involontaires », ainsi que pour manquement délibéré à une obligation de sécurité ou de prudence. En octobre 1999, Jean-Yves Cottard est jugé devant le tribunal correctionnel de Guingamp. Il est condamné à quatre ans de prison dont dix-huit mois de prison ferme en 1999. Puis la cour d'appel de Rennes en 2000 et la cour d'appel de Poitiers en 2002, confirment la sentence,,.
Jean-Yves Cottard sort de prison en 2003, à l'âge de 62 ans. Toujours membre de la FSSPX, il  exerce comme « simple prêtre » au sein du prieuré Saint-Martin, à Saint-Avertin en région Centre-Val de Loire. Il n'a pas de responsabilité et n'encadre plus d'enfants conformément au jugement. Jean-Yves Cottard est proche des organisateurs des Journées chouannes de Chiré à Chiré-en-Montreuil, soutenues par les Éditions de Chiré, une maison d'édition française d'extrême droite fondée en 1966 par Jean Auguy.

## Téléfilm
Cette affaire est à l'origine  d'Au nom des fils, un téléfilm français réalisé par Christian Faure et diffusé en 2015. Le scénario est écrit par Christian Faure et Hubert Prolongeau, journaliste de L'Obs, qui couvre le sujet à l'époque du drame. Le réalisateur a centré cette fiction sur le sentiment de culpabilité des parents de victimes, à travers la « quête de vérité de deux mères ».